# Österstvattnet
Österstvattnet är en sjö i Sollefteå kommun i Ångermanland och ingår i Ångermanälvens huvudavrinningsområde. Sjön är 5,8 meter djup, har en yta på 0,198 kvadratkilometer och befinner sig 233 meter över havet. Sjön avvattnas av vattendraget Strinneån.

## Delavrinningsområde
Österstvattnet ingår i det delavrinningsområde (701823-158121) som SMHI kallar för Utloppet av Mellanvattnet. Medelhöjden är 291 meter över havet och ytan är 12,29 kvadratkilometer. Det finns inga avrinningsområden uppströms utan avrinningsområdet är högsta punkten. Strinneån som avvattnar avrinningsområdet har biflödesordning 2, vilket innebär att vattnet flödar genom totalt 2 vattendrag innan det når havet efter 46 kilometer. Avrinningsområdet består mestadels av skog (74 procent). Avrinningsområdet har 0,77 kvadratkilometer vattenytor vilket ger det en sjöprocent på 6,2 procent.